# بیبی راننده
بیبیِ راننده (انگلیسی: Baby Driver) فیلمی در ژانر اکشن جنایی به نویسندگی و کارگردانی ادگار رایت و محصول مشترک انگلستان و ایالات متحده آمریکا است که در سال ۲۰۱۷ منتشر شد. انسل الگورت در نقش یک راننده فرار جوان علاقه‌مند به موسیقی قرار می‌گیرد که به دنبال رهایی از زندگی مجرمانه خویش و زندگی با معشوقش، دبورا (لیلی جیمز) است. از دیگر بازیگران آن می‌توان کوین اسپیسی، جان برنثال، جیمی فاکس، جان هم و ایزا گونزالس را نام برد. اریک فلنر و همکارش تیم بوان در وورکینگ تایتل فیلمز با همکاری نایرا پارک تهیه‌کنندگان بیبی راننده هستند. سونی پیکچرز و ترایستار پیکچرز توزیع و پخش فیلم را بر عهده داشتند.
بیبی راننده از علایق قدیمی ادگار رایت بوده که به مدت بیش از دو دهه در دست توسعه بوده‌است. او طرح اولیه فیلم را در دوران جوانی خود در نظر داشت، اما تجربه حاصل از پروژه‌های قبلی، سبب شد تا به ساخت بیبی راننده علاقه پیدا کند. در ابتدا قرار بود تا فیلم‌برداری در لس آنجلس انجام شود، اما رایت نهایتاً مکان فیلم‌برداری را به آتلانتا تغییر داد. در نظر گرفتن وجهه شهر از معیارهای مهم روایت داستان فیلم بود. مرحله تصویربرداری اصلی در مدت چهار ماه و از فوریه تا مه ۲۰۱۶ در آتلانتا انجام شد. مراحل تولید شامل بدل‌کاری‌های حساب‌شده و دقیق و طراحی رقص بود. فرش قرمز بیبی راننده در ۱۱ مارس ۲۰۱۷ و در جشنواره جنوب از جنوب غربی برگزار شد. این فیلم در ۲۸ ژوئن ۲۰۱۷ در آمریکای شمالی و بریتانیا اکران شد.
با وجود انتقاد به فیلم‌نامه و شخصیت‌پردازی، بیبی راننده بازخوردهای خوبی را از رسانه‌ها دریافت کرد. بیبی راننده موفق شد ۲۲۶٫۳ میلیون دلار فروش کند. این در حالی است که بودجه ساخت فیلم تنها ۳۴ میلیون دلار بوده‌است. دو دلیل اصلی فروش بالای فیلم، شهرت شفاهی آن نزد بینندگان و کاهش علاقه عمومی به آثار بلاک باستر و پرهزینه بوده‌است. هیئت ملی بازبینی فیلم بیبی راننده را یکی از برترین فیلم‌های سال دانست. انسل الگورت برای بازی در این فیلم نامزد جایزه گلدن گلوب بهترین بازیگر مرد فیلم موزیکال یا کمدی در هفتاد و پنجمین مراسم گلدن گلوب شد. بیبی راننده در نودمین دوره جوایز اسکار در سه رشته بهترین تدوین صدا، بهترین میکس صدا و بهترین تدوین نامزد دریافت جایزه اسکار شد. این فیلم همچنین نامزد دو جایزه بفتا و دو جایزه گزینش منتقدان فیلم شد و چندین جایزه دیگر را هم به دلیل دستاوردهای فنی به دست آورد. موفقیت بیبی راننده باعث افزایش علاقه استودیو به ساخت ادامه‌ای برای آن شده‌است.

## داستان
پسر جوانی که با نام بیبی شناخته می‌شود زندگی عجیبی دارد. او راننده یک گروه خلافکاری است که رهبریش را فردی بنام داک بر عهده دارد. بیبی گذشته دردناکی داشته‌است. او در دوران بچگی مادر خود را در یک تصادف وحشتناک از دست داده و بعد از همان تصادف هم گوش‌هایش دچار نویز شده و برای حل این مشکل ناچار است تا همیشه به موسیقی گوش بدهد تا اذیت نشود. بیبی مهارت بسیار زیادی در رانندگی دارد. او مدت زیادی است که برای گروه داک به عنوان راننده کار می‌کند تا بتواند بدهی خود را به او پرداخت کند زیرا چندین سال پیش او یکی از ماشین‌های داک را دزدیده بود و داک که از مهارت او خوشش آمده بود تصمیم گرفت به جای کشتن وی، از مهارت بیبی برای پیش بردن اهدافش استفاده کند.
در اولین سکانس فیلم، گروه داک به یک بانک دستبرد می‌زنند و بیبی به کمک مهارت بالای خود در رانندگی آن‌ها را فراری می‌دهد. بعد از انجام مأموریت، داک به بیبی می‌گوید که فقط یک مأموریت دیگر مانده و بعد از آن بدهی بیبی صاف می‌شود و او آزاد است که برود. مدتی بعد داک دوباره بیبی را برای آخرین مأموریتش فرا می‌خواند. بیبی در این مأموریت که در جریان آن باید به یک ماشین حمل پول دستبرد زده شود با شخص جدیدی بنام باتس آشنا می‌شود که فردی خشن است که پیش‌تر سابقه کیفری داشته‌است. باتس چندان از بیبی خوشش نمی‌آید و به نظرش او برای انجام این کارها زیادی بچه است. در نهایت مأموریت انجام می‌شود و بیبی بدهی خود را با داک صاف می‌کند و آزاد می‌شود که برود.
یک روز که بیبی طبق عادت همیشگی خود به رستوران رفته با دختر زیبای پیشخدمتی به اسم دبورا آشنا می‌شود. آشنایی با دبورا فصل جدید در زندگی بیبی باز می‌کند به‌طوری‌که او گمان می‌کند سرانجام می‌تواند از گذشته پر ماجرای خود فرار کند. در شبی که بیبی، دبورا را به یک رستوران شیک دعوت می‌کند ناگهان متوجه حضور داک در آنجا می‌شود. داک به بیبی می‌گوید با اینکه او بدهی‌اش را صاف کرده اما هنوز کار آن‌ها با هم تمام نشده‌است. سپس به او اطلاعاتی دربارهٔ یک مأموریت جدید که به یک سرقت بزرگ مربوط می‌شود می‌دهد و از بیبی می‌خواهد که دوباره به عنوان راننده برایش کار کند و اگر قبول نکند او دبورا را خواهد کشت. بیبی که چاره‌ای ندارد، پیشنهاد را قبول می‌کند و باتس به همراه بادی و دارلینگ او را همراهی می‌کنند. شب پیش از سرقت، بیبی به همراه این افراد به یک انبار بزرگ می‌روند تا طبق دستور داک یک معامله اسلحه را انجام دهند اما ناگهان باتس به رئیس دلال‌ها شلیک می‌کند و درگیری آغاز می‌شود. سرانجام همه دلال‌ها می‌میرند. زمانی که بادی از باتس توضیح می‌خواهد او می‌گوید که آن‌ها دلال اسلحه نبوده بلکه پلیس بوده‌اند. وقتی که گروه به خانه امن بازمی‌گردند با داک روبه‌رو می‌شوند که خبرهای معامله به گوشش رسیده و بسیار هم عصبانی است. داک می‌گوید از پلیس بودن دلال‌ها خبر داشته و آن‌ها جاسوسش در اداره پلیس بوده‌اند. داک تصمیم می‌گیرد که مأموریت را لغو کند اما گروه او را منصرف می‌کند و قرار می‌شود که مأموریت طبق نقشه قبلی ادامه پیدا کند. نیمه شب، بیبی تصمیم به فرار می‌گیرد اما با بادی برخورد می‌کند. قبل از اینکه بتواند بهانه‌ای برای خود بتراشد ناگهان سر و کله باتس پیدا می‌شود. باتس که واکمن بیبی را پیدا کرده می‌فهمد که بیبی در تمام مدت داشته صدای آن‌ها را ضبط می‌کرده‌است و برای همین گمان می‌کند بیبی پلیس باشد. سرانجام باتس با یک ضربه بیبی را بیهوش می‌کند.
زمانی که بیبی به هوش می‌آید می‌بیند تمام نوارهایی که از گفتگوها ضبط کرده به‌دست داک افتاده‌است. داک که بسیار عصبانی است ابتدا تصمیم می‌گیرد بیبی را زندانی و برای سرقت، راننده دیگری پیدا کند اما توضیحات بیبی و علاقه شخصی که به او دارد باعث می‌شود تا بیبی را ببخشد و نقشه را طبق همان برنامه اصلی پیش ببرد. صبح روز بعد، سرقت درست طبق برنامه پیش می‌رود اما بیبی به جای فرار، ماشین را مستقیم به کامیون روبه‌روی خود می‌کوبد و باعث می‌شود که باتس کشته شود. بیبی از ماشین پیاده شده و فرار می‌کند اما بادی و دارلینگ با پلیس‌ها درگیر می‌شوند که در جریان آن دارلینگ می‌میرد. بیبی وسایل مورد نیاز خود برای فرار را برمی‌دارد و سپس به رستوران می‌رود که دبورا را نیز سوار کند اما بادی عصبانی و زخمی زودتر از او به رستوران رسیده‌است. بیبی به کتف بادی شلیک می‌کند و به همراه دبورا نزد داک برمیگردد تا نواری را که مربوط به مادرش پس بگیرد. داک که بیبی را مثل پسر خودش می‌داند و از طرفی هم عشق او به دبورا را تحسین می‌کند نوار را به همراه مقداری پول به بیبی می‌دهد و تصمیم می‌گیرد که به او کمک کند اما ناگهان بادی از راه می‌رسد و ابتدا داک را با ماشین زیر می‌گیرد اما خودش در جریان درگیری با بیبی شانس نمی‌آورد و از بالای پارکینگ به پایین پرت شده و می‌میرد. بیبی به همراه دبورا فرار می‌کنند اما در میانه راه متوقف می‌شوند و بیبی دستگیرشده و به زندان می‌افتد.
در جریان دادگاه بیبی متوجه می‌شویم که نام اصلی او مایلز است. بیبی به خاطر قانون‌شکنی‌های خود به ۲۵ سال حبس محکوم می‌شود و به زندان می‌رود. سکانس آخر نشان می‌دهد که بیبی بعد از پنج سال و بررسی دوباره پرونده‌اش و برای کارهای مفیدی که کرده‌است از زندان آزاد شده‌است. دبورا در بیرون زندان منتظر اوست. آن‌ها سوار ماشین می‌شوند و به جاده می‌زنند تا برای همیشه از زندگی کنار یکدیگر لذت ببرند.

## بازیگران
- انسل الگورت در نقش بیبی/مایلز: بیبی یک راننده فرار گوش به زنگ است که عشق شدیدی به موسیقی دارد.[۳] الگورت از او به عنوان یک شخصیت معصوم «که در اعماق وجودش جوان‌تر از سن خود است» یاد می‌کند.[۴] رایت و تهیه‌کنندگان در وورکینگ تایتل فیلمز پیش از شروع ساخت بیبی راننده به خوبی در مورد شخصیت اصلی آن فکر کردند. جان بویگا و لوگان لرمن از نامزدهای پررنگ و دارای پتانسیل نقش اصلی بودند.[۵][۶] الگورت به دلیل متقاعدکننده یافتن فیلم‌نامه برای بازی در فیلم درخواستی داد.[۴] او چندین بار مورد آزمایش قرار گرفت، اما استخدام وی بر پایه اجرای ضبط شده‌ای بود که در آن وی مشغول لب‌زنی و رقص با تک‌آهنگ آسان از گروه «دریاداران» بود.[۷] رایت قویاً حس می‌کرد که این اجرا می‌تواند با ویرایش‌هایی در آخرین نسخه بیبی راننده گنجانده شود.[۷][۸] نویسنده و کارگردان فیلم، ادگار رایت، دلیل انتخاب الگورت برای این نقش را این‌گونه توصیف کرده‌است: «عنصری از یک روح قدیمی در انسل وجود دارد و این همان چیزی بود که من تصور کردم با آنچه از قبل نوشته‌ام در ارتباط است.»[۵] هادسون میک در نقش کودکی بیبی ظاهر می‌شود.[۹]
- کوین اسپیسی در نقش داک: داک یک رئیس باند جنایی مرموز در یک سندیکای جرم واقع در آتلانتا است. خبر رسمی مشارکت اسپیسی در بیبی درایور در نشست خبری نوامبر ۲۰۱۵ اعلام شد.[۱۰]
- لیلی جیمز در نقش دبورا: دبورا یک پیشخدمت است که در بوز داینر[الف] کار می‌کند و بعدتر تبدیل به معشوقه بیبی می‌شود. جیمز به موسیقی متن و نوع فیلم‌نامه جذب شد و به این ترتیب برای بازی در بیبی راننده امتحان داد.[۱۱] زمانی که از او در مورد شباهتش با دبورا پرسیدند، پاسخ داد: «من عاشق موسیقی هستم. من کمی خیال‌بافم. فکر می‌کنم تصمیماتم ناگهانی و غریزی است. فکر می‌کنم این واقعیت که دبورا انتخاب می‌کند به جای پرسه زدن در یک داینر و چسبیدن به کارش با این مرد که شناخت کمی از او دارد فرار کند [...] من گمان می‌کنم که من هم به همان شکل غریزی تصمیم می‌گیرم؛ و من وفادار هستم.»[۱۱] اما استون در زمان توسعه فیلم‌نامه یکی از نامزدهای اولیه برای این نقش بود.[۱۲]
- جان هم در نقش بادی/جیسون: بادی یک بانکدار بازنشسته وال استریت است که بر اثر اعتیاد به مواد مخدر به فردی فاسد تبدیل شده و شخصیتی آرام دارد. تصمیمات ناگهانی و غریزی او ناشی از بحران میان سالی در زندگی‌اش هستند. رایت بادی را به صورت مردی محکم و استوار مشابه استیو مک کوئین در گریز و جرج کلونی در خارج از دید شخصیت سازی کرده بود؛ مردی فهمیده، خوش‌رو و در عین حال، بسیار شیطانی.[۱۳] رایت در ذهنش این شخصیت را با هم، که یکی از دوستان قدیمی و از طرفداران کارهایش بود، مرتبط کرد. هم تنها بازیگر بیبی درایور است که شخصیتش مخصوص خود او نوشته شده.[۱۴] این دو اولین بار در مهمانی پخش زنده شنبه شب در سال ۲۰۰۸ یکدیگر را ملاقات کردند.[۱۳][۱۵] هم چندین سال قبل از بیبی درایور در یک جلسه گروهی مرور فیلم‌نامه شرکت کرده که این کار به سفارش یک استودیو رخ داده بود.[۱۶]
- ایزا گونزالس در نقش دارلینگ/مونیکا: دارلینگ دوست دختر جوان و با نشاط بادی است و تنها زنی است که در گروه دزدی داک حضور دارد. او و بادی عشق و صمیمیت دیوانه‌واری دارند و نوعی جفت بانی و کلاید-وار به‌شمار می‌روند.[۱۷] گونزالس او را به عنوان یک «زن بی‌خیال خزپوش سربه‌هوا که هیچ توجهی به واقعیت ندارد» توصیف می‌کند.[۱۸] گوانزلس به دلیل مشاهده زنی قدرتمند و استوار در دارلینگ به او علاقه‌مند شده و در نقشش بازی کرد. او در مورد دارلینگ گفت: «من فکر می‌کنم که او نوعی شخصیت فولادین درونی دارد که بسیار نیرومند است. او یک زن بسیار محافظه‌کار است و هر زمان که عشقش را در خطر ببیند، تبدیل به یک شیر ماده می‌شود.»[۱۹] این بازیگر در دسامبر ۲۰۱۵ به پروژه پیوست.[۲۰]
- جیمی فاکس در نقش باتس/لئون: باتس، نوچه سادیسمی و بی‌رحم داک است که برای افرادی که سر راهش قرار بگیرند ارزش کمی قائل می‌شود. فاکس یکی از انتخاب‌های پیشنهاد شده به رایت بود، هرچند خود او هم درخواست‌هایی برای بازیگران داده و حس می‌کرد که این بازیگر مشتاق بازی در یک نقش فرعی نخواهد بود.[۱۵] با این وجود، فاکس تحت تأثیر جهت‌گیری هنرمندانه فیلم قرار گرفته بود و با حمایت کوئنتین تارانتینو به این پروژه پیوست.[۱۵] رایت، باتس را با ایده گرفتن از یکی از دوستان قدیمی‌اش که اولین بار او را در یک کلوپ کمدی واقع در لس آنجلس ملاقات کرده بود، طراحی کرد.[۲۱]
- جان برنثال در نقش گریف: گریف مسئول امنیت اعضای گروه دزدی داک است. برنثال باور داشت که دزدها اغلب در رسانه‌ها به عنوان افرادی بی‌دست‌وپا نشان داده شده‌اند. از این رو، جهت آماده شدن برای نقشش، او با دزدان واقعی مشورت کرد تا به فهم بهتری از شخصیت گریف و امور داخلی جرایم سازمان‌دهی‌شده برسد.[۲۲] او در یک مصاحبه گفت: «احمق‌هایی هستند که به دلیل جا گذاشتن کیف پولشان در یک مکان باقی مانده و دستگیر می‌شوند، اما دزدهای مغز متفکر هم وجود دارند و همگی در اندازه‌ها و چهره‌های مختلف و سطوح متفاوتی از هوش ظاهر می‌شوند. من فکر می‌کنم که افرادی با استعداد حقیقی وجود دارند و افرادی هستند که این [شغل] را به شدت جدی می‌گیرند، و من با این نوع افراد گفتگو کردم.»[۲۲]
- سی‌جی جونز در نقش جوزف: جوزف پدر ناتنی و از کار افتاده بیبی است. فرانسین مایسلر، کارگردان بازیگری فیلم، مسئول استخدام شخصی مناسب برای بازی کردن نقش جوزف بود.[۲۳] با وجود این‌که جونز به طرز چشم‌گیری جوان‌تر از این نقش بود، وی از میان تعداد انگشت‌شماری از بازیگران آینده‌نگر که بیشترشان ناشنوا نبودند استخدام شد.[۲۳] جونز درخواست کرد که تا زمان تولید، با مترجم هم‌زمان روی صحنه‌ای کار نکند. او همچنین با استفاده از یک راهنمای روی صحنه، به الگورت در پیشرفت دادن مهارت زبان اشارهاش کمک کرد.[۲۳]

دیگر بازیگران شامل فلی در نقش ادی، لنی جون در نقش جی‌دی، مارکوس تیلور در نقش آرمی، اسکای فریرا در نقش مادر اصلی بیبی، لنس پالمر در نقش پدر اصلی بیبی، بیگ بوی و کیلر مایک در نقش مشتریان رستوران، پال ویلیامز در نقش یک قصاب و جاون اسپنسر در نقش یک نگهبان زندان هستند.

## تولید

### توسعه

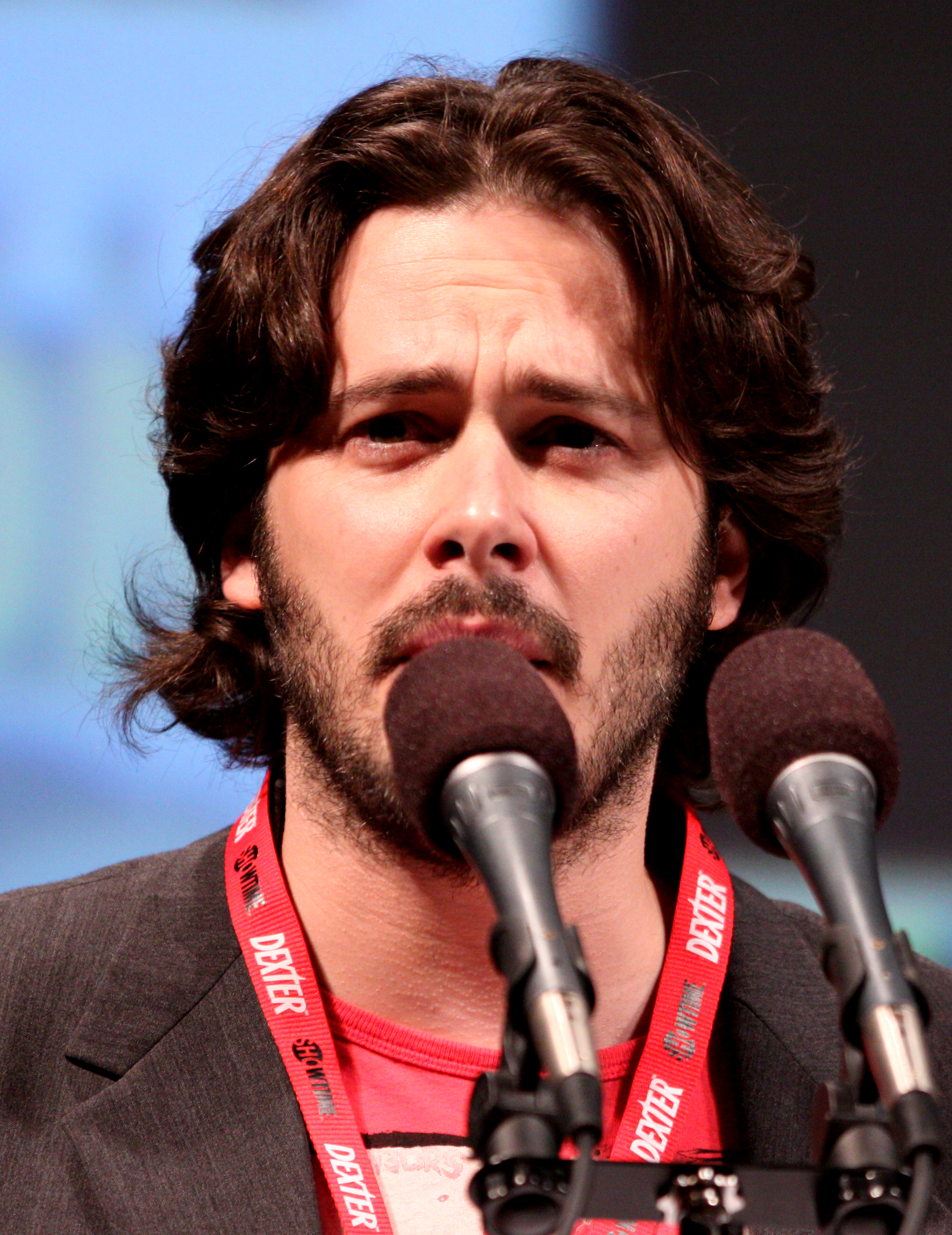
ادگار رایت در سال ۲۰۱۰

بیبی درایور یکی از علایق قدیمی ادگار رایت بوده که از سال ۱۹۹۵ و ۲۱ سالگی‌اش و در زمان زندگی در لندن روی آن کار می‌کرده‌است. او برای اتمام نخستین فیلم تخصصی‌اش، یک مشت انگشت، که یک فیلم کمدی با بودجه کم بود، و برای اندیشیدن در خصوص آینده‌اش در صنعت سرگرمی به لندن بازگشت. رایت بارها به نارنجی (اثر ۱۹۹۴) و سپس به آلبوم تازه عرضه شده جان اسنسر بلوز اکسپلوژن در آن زمان گوش داد و همین انگیزه ساخت بیبی راننده را برایش فراهم کرد. او در ابتدا یک تعقیب‌وگریز پرسرعت بین ماشین‌ها را تصور کرد که بعدتر به دنباله‌ای کامل تکامل یافت که در آن راننده فرار پیش از آغاز عملیات تعقیب‌وگریز با «بل‌باتمز» در خودروی خود می‌رقصد. با وجود این‌که این طرح در فیلم‌نامه نهایی به عنوان صحنه آغازین فیلم در نظر گرفته شد، چشم‌انداز رایت در آن زمان هنوز ناقص بود و با یک پروژه کاملاً طرح‌ریزی شده فاصله داشت.
با بودجه‌ای ۲۵٬۰۰۰ پوندی، رایت در سال ۲۰۰۳ نماهنگ «بلو سانگ» را برای مینت رویال توسعه داد که دارای پیش‌زمینه‌ای برداشت شده از طرح اولیه بیبی راننده بود. این ویدئو تبدیل به یک موفقیت پیش‌بینی نشده شد و با وجود خوشحال بودن رایت به خاطر موفقیتش، وی بابت سوزاندن یک ایده که به نظر خودش پتانسیل عظیمی داشت، ناامید شده بود. با نگاهی به گذشته، او تأیید کرد که نماهنگش نقش عظیمی بر عهده داشته، چون باعث شده تا رایت متوجه صحیح بودن ایده‌اش بشود. عرضه شان می‌میرد در همان سال مکمل مهم دیگری نه تنها به خاطر جهت‌گیری هنری‌اش، بلکه برای آغاز کردن دوره‌ای طولانی‌مدت از همکاری کاری بین رایت و تهیه‌کنندگان وورکینگ تایتل فیلمز بود که ممکن بود با توسعه بیبی راننده همکاری کنند. در سال ۲۰۰۷ و پس از امضای معامله‌ای چندجانبه با وورکینگ تایتل و با دیدی واضع‌تر نسبت به پروژه، این نویسنده و کارگردان استیون پرایس را ملاقات کرد تا با او بر سر ایده‌های موسیقایی اولیه بیبی راننده گفتگو کند. نوشتن پیش‌نویس داستان تقریباً در زمان عرضه اسکات پیلگریم در برابر دنیا در سال ۲۰۱۰ آغاز شد، اما مراحل پیش‌تولید فیلم با توجه به اهمیت بیشتر دیگر پروژه‌های رایت—ته دنیا (۲۰۱۳) و مرد مورچه‌ای (۲۰۱۵) که وی قبلاً با کمک جو کرنیش فیلم‌نامه‌ای برای آن نوشته بود—متوقف شد. کار بلافاصله پس از خروج رایت از مرد مورچه‌ای ادامه یافت و استودیو هم مشغول جمع‌آوری فهرست بازیگران و کارکنان فنی شد. برای آماده شدن، رایت با مجرمان سابق در لس آنجلس و لندن وقت‌گذرانی کرد تا تصور دقیقی از عمل دزدی از بانک داشته باشد.
اما استون و مایکل داگلاس از جمله بازیگرانی بودند که ادگار رایت آن‌ها را برای فیلم در نظر داشت، ولی اما استون مشغول بازی در لالا لند بود و داگلاس هم به خاطر وضعیتش نتوانست در فیلم حضور یابد. در ۷ مه ۲۰۱۵ اعلام شد که لیلی جیمز برای بازی در فیلم قرارداد امضا کرده و نقش دوست دختر بیبی را ایفا خواهد کرد. در سپتامبر ۲۰۱۵ جیمی فاکس نیز به پروژه ملحق شد و مدتی بعد هم جان هم به تیم بازیگران اضافه شد. کوین اسپیسی نیز در نوامبر ۲۰۱۵ با پروژه قرارداد امضا کرد. سرانجام مرحله انتخاب بازیگران با پیوستن جان برنثال، ایزا گونزالس و اسکای فریرا به تیم به پایان رسید و فیلم مدتی بعد وارد مرحله فیلمبرداری شد.
رایت، ویرایش‌گر اصلی فیلم (پل مکلیس) و ویرایش‌گر مستقر در لس آنجلس (ایوان شیف) در مراحل اولیه تولید ویرایش اولیه بیبی راننده را با استفاده از استوری‌برد طراحی کردند. مکلیس وظیفه داشت تا با همکاری آهنگسازی اوید مدیا، هر استوری‌برد را با موسیقی متن متناظرش منطبق کند. او و رایت از زمان فیلم‌های اسکات پیلگریم در برابر دنیا و دنیا و ته دنیا با هم رابطه کاری و حرفه‌ای داشتند. علاوه بر این، مکلیس روی فراهم کردن صحنه اجرای فیلم هم کار کرد که اقدامی عجیب بود، چون ویرایش‌گران کمتر در مراحل تولید اغلب فیلم‌ها حاضر می‌شوند.

### فیلم‌برداری

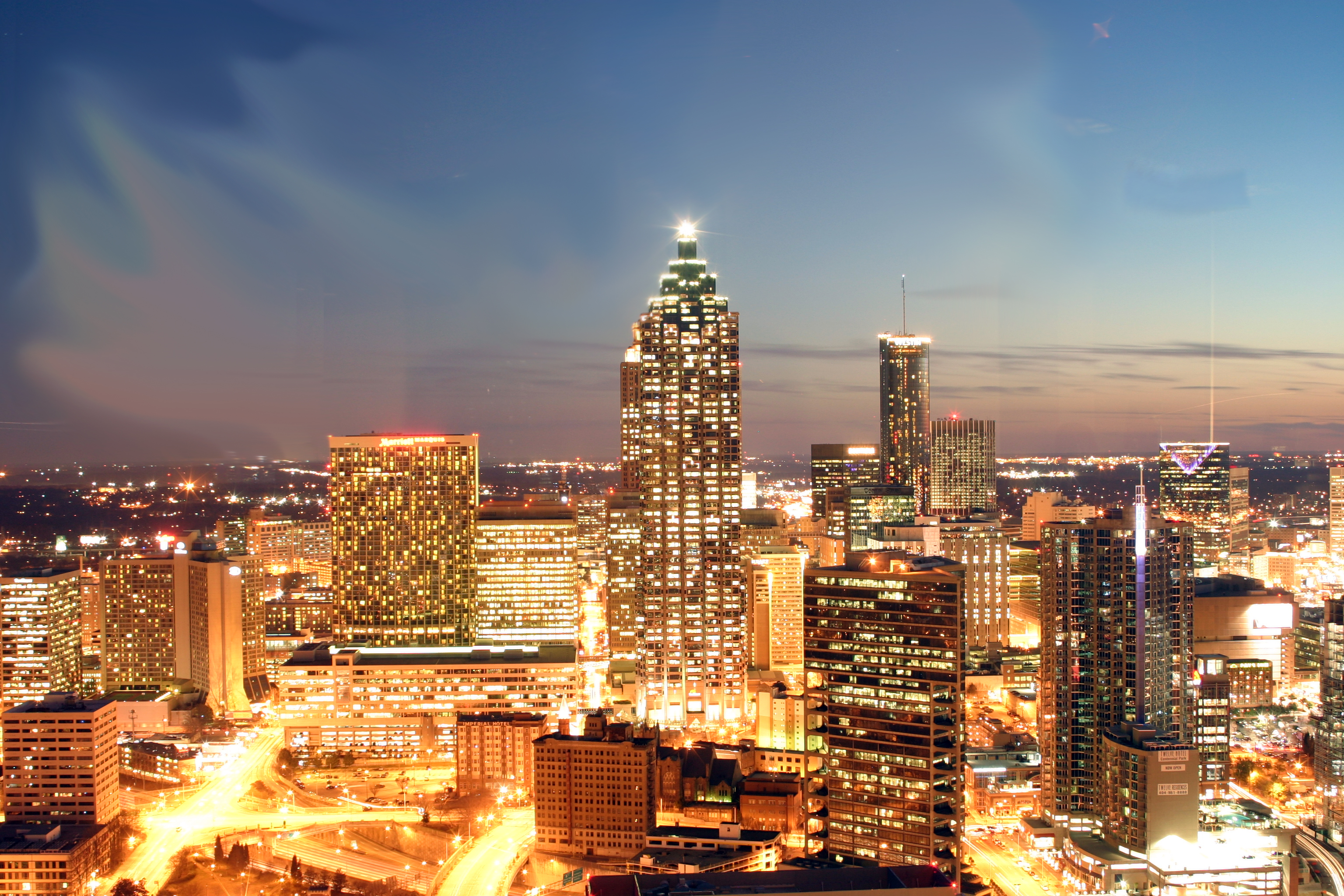
بیبی درایور عمدتاً در مرکز شهر آتلانتا فیلم‌برداری شد.

لس آنجلس مکان اصلی و اولیه در نظر گرفته‌شده برای فیلم‌برداری بیبی راننده بود اما به دلیل هزینه‌های تولید بالا، ضبط فیلم در این محل غیرعملی بود. به جای لس آنجلس، استودیو به دنبال شهرهایی گشت که برای تولید فیلم، اعتبار مالیاتی قابل انتقال برای فیلم‌سازی را اعمال کنند. یکی از این شهرها آتلانتا بود که در مراحل مقدماتی جستجو به عنوان انتخاب اصلی برگزیده شد. حفظ خصوصیات شهر مورد نظر برای ارائه داستانی موثق، ضروری بود، چنان‌که آتلانتا با دیگر شهرهای بزرگی که در سینمای پرفروش به نمایش درمی‌آیند، مشابهت دارد. رایت حدود یک هفته در این شهر به دنبال صحنه‌ها و مکان‌های فرهنگی محلی برای تصویربرداری گشت تا بازبینی‌های موردنیاز را در فیلم‌نامه اعمال کند. او متوجه شد که داستان بیبی راننده به دلیل شهرت آتلانتا به یک قطب تدارکاتی، در این شهر بیشتر و بهتر محقق می‌شد. مرحله تصویربرداری اصلی در مرکز شهر آتلانتا رخ داد و مدت چهارماه، از فوریه تا مه ۲۰۱۶، طول کشید. مکان‌های فیلم‌برداری شامل بسیاری از نمادهای آتلانتا، موسسات فرهنگی و حتی رسانه محلی آن هستند. به جز این، فیلم‌برداری در گینس ویل و مناطق روستایی شهرستان مونرو، جورجیا هم انجام شد. با وجود این‌که محل اصلی فیلم‌برداری باید مناطق برون‌شهری آتلانتا می‌بود، رایت مناطق درون‌شهری را به دلیل تراکم کمتر شاخ و برگ درختان، که تصور می‌کرد پس‌زمینه نامناسبی برای فیلم باشند، ترجیح داد. ساخت بیبی راننده ۳۰٫۱ میلیون دلار به اقتصاد محلی کمک کرد.
رایت از نقطه گریز (۱۹۷۱)، راننده (۱۹۷۸)، نقطه شکست (۱۹۹۱)، سگ‌های انباری (۱۹۹۳)، مخمصه (۱۹۹۵) و فیلم‌های دیگری به عنوان اصلی‌ترین منابع ایده‌برداری برای جهت‌گیری خلاقانه و جلوه بصری فیلم یاد کرد. برای تقویت فیلم از نظر زیبایی‌شناسی، یکی از اهداف اصلی مراحل تولید، ساخت بیبی راننده با استفاده از روش‌های کاربردی و عملی فیلم‌سازی بود. برای رسیدن به این هدف، بدل‌کاری‌ها، رقص‌ها و فیلم‌برداری باید دقیق می‌بودند تا فیلم تا حد ممکن توسط دوربین فیلم‌برداری شده و جلوه‌های بصری فقط به عنوان عامل کمکی استفاده شوند. بیبی راننده سومین همکاری سینمایی بیل پوپ، در نقش کارگردان تصویربرداری، با رایت است. این دو قبلاً در اسکات پیلگریم در برابر دنیا و ته دنیا با هم همکاری کرده بودند. پوپ بیشتر این پروژه را با استفاده از تکنیک قالب آنامورفیک و فیلم ۳۵ میلی‌متری شرکت کداک فیلم‌برداری کرد. بیبی راننده با استفاده از دوربین پاناویژن پانافلکس میلنیوم ایکس‌ال ۲ و لنزهای انعکاسی مدل G, T و C ساخته شد.
برای ضبط بدل‌کاری‌های شدید بیشتر و برای رسیدن به زوایای دوربین خاصی که رایت خواسته بود، فیلم‌سازان از قالب سوپر ۳۵ به همراه دوربین‌های مخصوص استفاده کردند. دفتر پاناویژن واقع در آتلانتا، در زمان پیش آمدن چالش مدیریت تدارکات فیلم، برای تهیه نیازهای آن کمک کرد. یکی از صحنه‌های اکشن فیلم در یک پارکینگ واقع در مرکز تمرین آتلانتا فالکونز فیلم‌برداری شد که فقط در هنگام شب باز بود. فیلم‌برداری این صحنه، که فقط در شب امکان‌پذیر بود، به دلیل کم‌نور بودن مکان برای گروه فیلم‌برداری سخت بود. برای فیلم‌برداری این صحنه، آن‌ها از قالب دیجیتال و دوربین‌های مدل جدید اری الکسا، که نوردهی بیشتری داشتند، استفاده کردند.

### جلوه‌های بصری
به دلیل اصرار رایت بر استفاده از روش‌های عملی فیلم‌سازی، جلوه‌های بصری محدودی در بیبی راننده استفاده شد. استودیوی دابل نگتیو که در لندن مستقر است وظیفه ساخت جلوه‌های بصری را تحت نظارت استورات لشلی و شایلندرا سوارنکار بر عهده داشت. کار آن‌ها روی فیلم شامل بیش از ۴۳۰ صحنه بود که توسط ۱۲۰ هنرمند متخصص ساخته شده بودند. لشلی در مراحل پیش‌تولید بیبی راننده استخدام شده بود.

### بدل‌کاری و طراحی رقص
درین پرسکات، کارگردان بدل‌کاری فیلم، بدل‌کاری‌های خودرویی بیبی راننده را بر عهده راننده بدل‌کاری پروژه، جرمی فرای، و گروهی از متخصصان گذاشت. این گروه پیش از اجرای صحنه‌ها در شهر، آن‌ها را در یک پیست واقع در آتلانتا تمرین می‌کردند. در جلسات تمرین، فیلم‌سازان با دوربین‌های مخصوص نصب شده روی خودرو که دارای ریل بودند، بدل‌کاری‌ها را ضبط می‌کردند. مکلیس پس از آن فیلم به دست آمده را با ویرایش کردن به قطعه‌های مختلفی تقسیم می‌کرد تا دقت بدل‌کاری‌ها در زمان ضبط افزایش یابد. فرای تعداد زیادی بدل‌کاری اجرا کرد، چرا که این بدل‌کاران می‌توانستند با آموزش مناسب، بدل‌کاری‌های سخت‌تر را هم اجرا کنند.
پرسکات بیبی راننده را به دلیل وجود بدل‌کاری‌های پیچیده، بزرگ‌ترین پروژه خود می‌دانست. برای مثال، یکی از صحنه‌ها شامل یک بار چرخش کامل خودرو به دور خود است که در آن فرای در یک کوچه باریک همراه با ترافیک، خودرو را ۱۸۰ درجه در جهت داخل و بیرون می‌چرخاند. این صحنه در پنج یا شش برداشت گرفته شد. پرسکات در همین باره گفت: «مسائل زیادی در ذهن شما جریان پیدا می‌کند. شما نمی‌خواهید جرمی صدمه بخورد. در کنار این، برای گرفتن این صحنه باید پول زیادی خرج شود. دوربین‌ها باید از سر راه کنار می‌رفتند تا هیچ‌کس صدمه نخورد.» یک مثال دیگر، صحنه تعقیب‌وگریز خودروها در بزرگراه است که در آغاز بیبی راننده رخ می‌دهد. این صحنه باید در مدت هشت ساعت فیلم‌برداری می‌شد، چون آن‌ها مجوز بستن بزرگراه میان‌ایالتی ۸۵ را نداشتند. با توجه به زمان محدود، فیلم‌سازان فقط یک ساعت قبل از آغاز فیلم‌برداری در صبح زود تمرین کردند. این صحنه شامل تعدادی از پرش‌های سرعتی، پرش از روی مانع و بدل‌کاری‌های دیگری بود که پرسکات و گروهش با در نظر گرفتن ترافیک بزرگراه، آن‌ها را با دقت برنامه‌ریزی کردند. همچنین ۵۰ خودرو با طرح خودروی پلیس باید با آرایش کاروان سواره تمام طول بزرگراه را اشغال می‌کردند. انتخاب خودروهای فرار با مشخصات موجود در فیلم‌نامه مطابقت داشت. این مشخصات شامل وصف‌ناپذیری و ترکیب مناسب خودروهای فرار با ترافیک اطراف، به گونه‌ای که شناخته نشوند، بود. با وجود این‌که رایت با توجه به داده‌های مربوط به سرقت‌های معمول، به دنبال یک تویوتا کورولا می‌گشت، در مرحله تولید از یک سوبارو امیپرزای سرخ‌رنگ استفاده شد، چون استودیو درخواست استفاده از خودرویی جذاب‌تر را داشت.
رایان هفینگتون ناظر طراحی رقص بود. او مسئول همگام‌سازی و متوازن‌کردن حرکات بازیگران و بدل‌کاران در بخش‌های رقص فیلم بود. با وجود فعالیت هفینگتون در صنعت موسیقی و همکاری‌اش با افرادی مثل سیا و آرکید فایر و دیگر هنرمندان، بیبی راننده نخستین فعالیت او در حوزه فیلم بود. این طراح رقص با کارهای سابق رایت آشنایی نداشت و فقط فیلم‌نامه را دیده بود، اما پس از طی مصاحبه اولیه، تحقیق روی این موضوع را آغاز کرد. در همان دیالوگ‌ها اولیه، این دو نفر دیدگاه هنری‌شان را با استفاده از موسیقی‌هایی با تمپوی متغیر و درام و ساختارهایی به عنوان الگو بیان کردند. در نخستین روز فیلم‌برداری، هفینگتون از قبل مشغول نظارت بر یکی از صحنه‌های دشوار فیلم بود که بیبی در آن با یک قهوه در دست در شهر می‌دوید. این صحنه حدود سه دقیقه طول کشیده و شامل ۵۰–۶۰ سیاهی‌لشکر بود. طراحی رقص دیگر صحنه‌ها گاه با توجه به تجربه سابق الگورت و فاکس در رقص، ساده‌تر بود. گروه تولید موسیقی را در حین تمرین هر صحنه توسط بازیگران در هر برداشت پخش می‌کردند.

### طراحی صوت

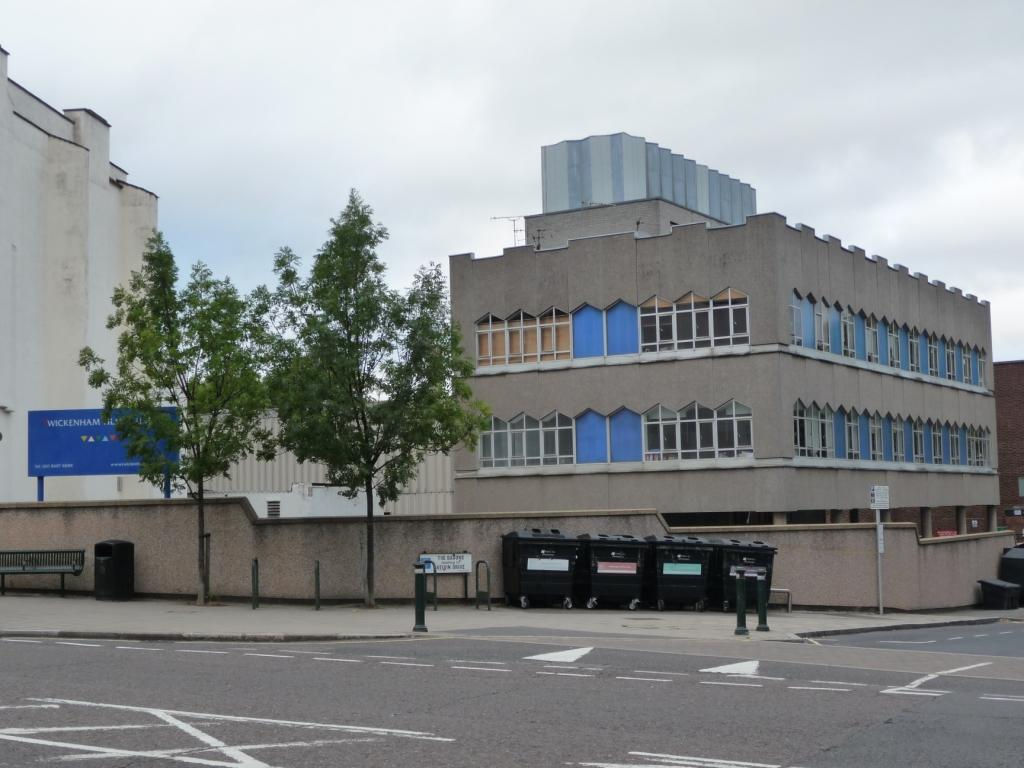
توکنهام استودیوز، لندن، سال ۲۰۱۰ آمیختن صدای اولیه فیلم در این مکان انجام شد.

ناظر ویرایش موسیقی فیلم، جولیان اسلتر بود که در زمان ورود به پروژه، نسخه‌ای از فیلم‌نامه را به همراه یک پرونده پی‌دی‌اف حاوی موسیقی‌های منتخب و یک آمیختن صدای اولیه دریافت کرد. اسلتر همکاری نزدیکی با ویرایش‌گر موسیقی فیلم، بردلی فارمر داشت. این دو هر قطعه موسیقی را به یک نقشه تمپوی منحصر به فرد تبدیل می‌کردند تا بتوان قطعه‌ها را در هر زمان هماهنگ کرد. این فرایند نیازمند مقیاس زیروبمی تکرارشونده بود تا موسیقی‌ها ناهماهنگ و غیرمعمول نشوند. یکی از وظایف اولیه آنان ساختن صدای وزوز گوش بیبی بود. اسلتر و فارمر موسیقی‌های متعددی از لطیف تا قوی و شدید را آزمایش کردند. بر همین اساس، آنان توانستند تکرار یک آمیختن صدا را برای مطابقت با نوع موسیقی تنظیم کنند. شدت وزوز گوش بیبی در آمیختن صدا بستگی به حال او داشت. برای مثال، هر قدر او مضطرب‌تر می‌بود، صدای زنگ باید بلندتر می‌شد. مدیریت تغییرات تمپو با استفاده از جلوه‌های صدا مشکل‌ساز شد. اسلتر در این باره گفت: «بردلی نحوه کار موسیقایی را به من نشان داد [...] که چگونه شلیک اسلحه با یک طبل بزرگ به گونه‌ای نه چندان واضح شبیه‌سازی می‌شود. برای هر لایه موسیقایی، لایه غیرموسیقایی دیگری هست و به این ترتیب شما فقط گاهی آن [لایه] را درک می‌کنید.» پیچیده‌ترین چالش گروه صوت، صحنه دویدن بیبی با قهوه بود. این صحنه که در ۲۵ برداشت گرفته شد، شامل جلوه‌های موسیقی لطیف موتورها، دیالوگ‌هایی با تغییرات ظریف و حساس و موارد دیگری بود. چالش دیگر، یکی از صحنه‌های پایانی بیبی راننده بود که بیبی در آن با برخورد گلوله به گوشش ناشنوا می‌شود. این صحنه نیازمند مجموعه بسامدهای جدید، صداهای متغیر و صداهای دیگری بود تا زاویه دید به‌هم‌ریخته بیبی را پررنگ‌تر کند.
گروه صوتی هشت روز وقت صرف ضبط جلوه‌های صوتی خودروها در پیست کرد. واتسون وو، ضبط‌کننده جلوه‌های صوتی، برای ضبط متحرک (صداهای شنیده شده از زاویه راننده و مسافر)، حدود شش میکروفون روی هر خودرو نصب کرد: یکی روی بخشی از موتور، یکی روی رادیوی داشبورد، دو تا در نزدیکی اگزوزها و دوتا در محفظه موتور. جیمز پیترسون، متصدی صداهای بلند، برای ضبط جانبی، هر خودرو را با یک میکروفون دراز دنبال کرده و هم‌زمان از تجهیزات استریوی XY برای ضبط سروصدای خودروهای عبوری استفاده می‌کرد. اعضای گروه آمیختن اولیه صوت را در توکنهام استودیوز واقع در لندن انجام دادند، اما آمیختن نهایی صدا در مجموعه گلدکرست فیلمز انجام شد.

### موسیقی
رایت و پرایس ایده‌هایشان را در مرحله پیش‌تولید به اشتراک گذاشتند و ده موسیقی را به عنوان الگوی جهت‌گیری موسیقایی پروژه انتخاب کردند. تعداد تمام آهنگ‌های ثبت شده توسط فیلم‌سازان در رایت موزیک، ۳۶ عدد بود که خیلی از آن‌ها قبل از فیلم‌برداری در فیلم‌نامه گنجانده شده بودند. رایت نمی‌توانست برای چند آهنگ هیپ هاپ و الکترونیک خاص که در فیلم‌نامه هم نوشته شده بودند مجوز استفاده را دریافت کند، چرا که آن‌ها شامل نمونه‌برداریهای غیر واضح بودند. در آن زمان، او وضعیت ثبت نمونه‌ها را دنبال کرد و به جای استفاده مستقیم، در موسیقی متن از آن‌ها استفاده کرد. دنجر ماوس و کید کوالا تنها آهنگ‌های اصلی آلبوم، «مرا دنبال کن» و «آیا آهسته بود؟» که با همکاری ران د جولز و بیگ بوی تهیه شده بودند را به ثبت قانونی رساندند. کید کوالا «آیا آهسته بود؟» را با استفاده از تجهیزات آنالوگ ساخت، که شامل نمونه‌هایی از دیالوگ‌ها اسپیسی هم هست. یکی از زیرشاخه‌های کلمبیا رکوردز موسیقی متن بیبی راننده را در ۲۳ ژوئن ۲۰۱۷ روی صفحه گرامافون و لوح فشرده عرضه کرد. آلبومی متشکل از محتوای عرضه‌نشده هم در ۱۳ آوریل ۲۰۱۸ معرفی شد.

### پس از تولید
کار فیلمبرداری فیلم از تاریخ ۱۷ فوریه ۲۰۱۶ آغاز شد و در تاریخ ۱۳ مه به پایان رسید. بیبی راننده تماماً در شهر آتلانتا واقع در ایالت جورجیا فیلمبرداری شد. پل مکلیس وظیفه تدوین فیلم را بر عهده داشت. استیون پرایس که پیش‌تر در فیلم ته دنیا با رایت همکاری کرده بود و برای ساخت موسیقی متن فیلم جاذبه جایزه اسکار را برنده شده بود هم آهنگسازی فیلم را بر عهده گرفت.

## مضامین

بیبی راننده از رنگ‌ها برای نمایش پرسونای هسته شخصیت‌ها بهره می‌گیرد. رنگ‌های خنثی و یک‌نواخت بیبی (سمت چپ) در تقابل با رنگ‌های روشن و شاد باتس، دارلینگ و بادی قرار می‌گیرد.

رایت تغییرات خلق‌وخوی بیبی را به عنوان عامل محرک مضمون فیلم می‌داند. از نظر دیوید سیمز از آتلانتیک، گوشه‌گیری بیبی در ابتدای فیلم، ناشی از وابستگی او به موسیقی است که از آن برای فرار از آشوب دنیای اطراف و وزوز گوش خود استفاده می‌کند. تنها به دلیل وظیفه او برای محافظت از دبورا، جوزف و اعضای گروهش در برابر یک تهدید قریب‌الوقوع است که بیبی در نهایت مجبور می‌شود تا با واقعیت روبه‌رو شده و چشم‌پوشی از هرج‌ومرج اطرافش را کنار بگذارد. بیبی راننده مخصوصاً در اعتقاد قهرمانانه به سرنوشت و داشتن شرارت محکم و بدون انعطاف، شامل برخی عناصر فیلم‌های گانگستری است.
در مورد شخصیت‌شناسی فیلم‌های رایت، بیبی درایور شدیداً تحت تأثیر نمادهای رنگی قرار می‌گیرد. رنگ‌ها به صورت نمادین به کار رفته تا پرسونای هسته شخصیت‌ها را بازسازی کند. برای مثال، بیبی لباس‌هایی با رنگ یک‌نواخت و خسته‌کننده می‌پوشد که نشان دهنده دید سیاه‌وسفید او نسبت به جهان است. حساسیت سکوت او، در مقابل رنگ‌های روشن و پرجنب‌وجوشی قرار می‌گیرد که دیگر همتایانش را نمادین می‌کنند: قرمز نماد باتس، بنفش و صورتی نماد دارلینگ و آبی نماد بادی است. با جلو رفتن فیلم، فشار جرایم سازمان‌یافته به سطح بسیار بالا رسیده و کمد لباس بیبی دستخوش تغییروتحول می‌شود. در این زمان، او با پیراهن‌های خون‌آلود سفید مایل به خاکستری کم‌رنگ دیده می‌شود. کورتنی هافمن، طراح لباس فیلم، از خاکستری کم‌رنگ در کمد لباس بیبی استفاده کرد تا تلاش وی برای رهایی از دنیای جرم‌وجنایت را به تصویر بکشد. جاستین چنگ از لس آنجلس تایمز گفت که بیبی راننده اکتشافی از هویت و سبک شخصی است و نشان می‌دهد که اصطلاحات گفتاری چگونه وضعیت یک نفر را در جامعه بیان می‌کنند.
موضوع بحث اصلی دیگری که در نقدها مطرح شد، رفتار نژادی بیبی راننده بود. در قطعه‌ای از نقد کتاب‌های لس آنجلس، دیوید هالینگشید و جین هو ادعا کردند که جنبه‌های مشخصی از بیبی راننده، مثل انتخاب بازیگران و وابستگی فیلم به یک داستان «معصوم بودن نژاد سفید»، باعث شده تا یک زیرمتن با موضوع «آگاهی نژادی» و تفسیری دربارهٔ اصول اخلاقی استیلای فرهنگی به وجود آید.

## انتشار

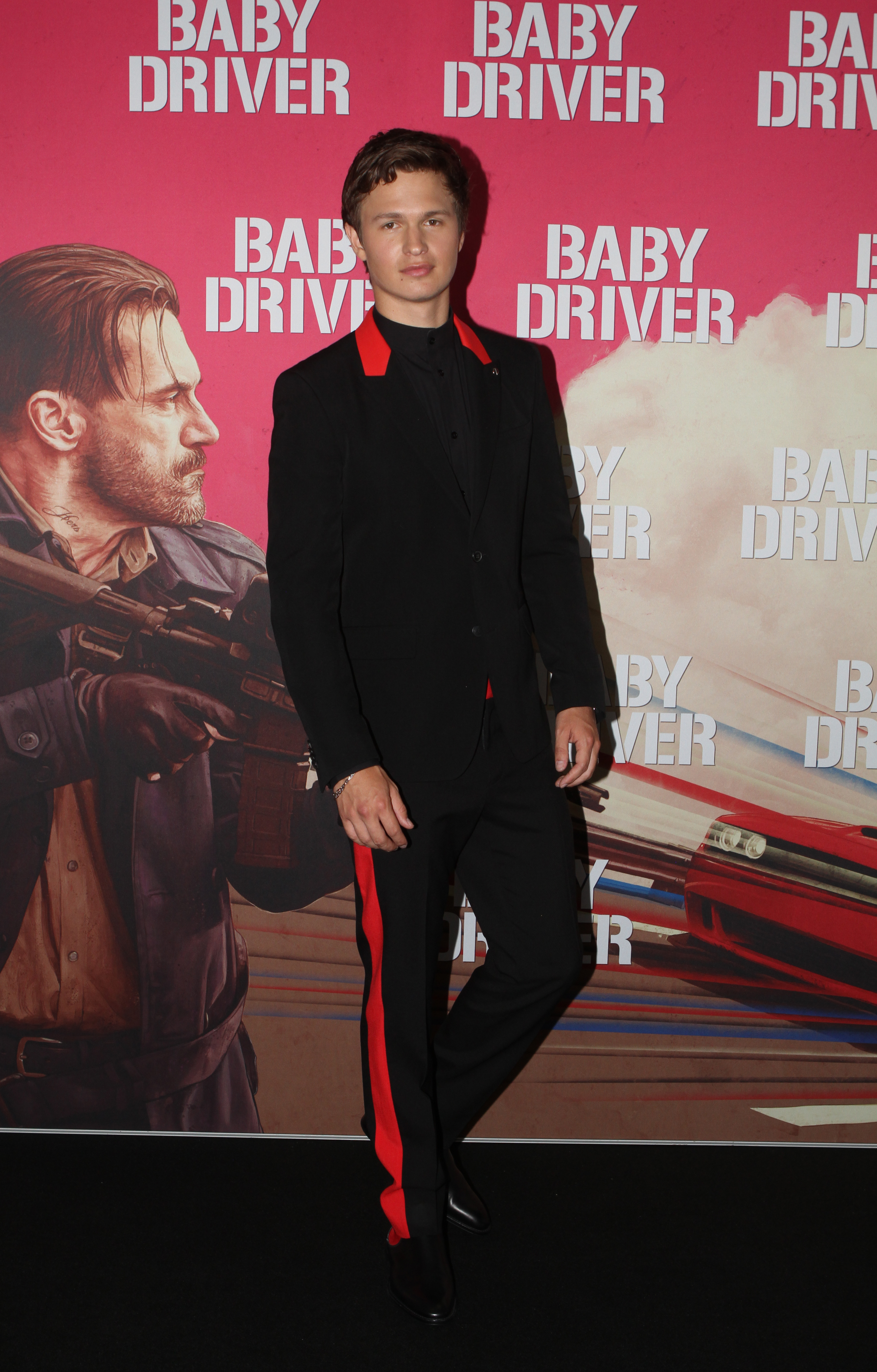
انسل الگورت.

### سینمایی
اکران اولیه و جهانی فیلم در فرش قرمز بیبی راننده در ۱۱ مارس ۲۰۱۷ در جشنواره جنوب از جنوب غربی واقع در آستین، تگزاس برگزار شد. ترایستار پیکچرز هزینه‌های کمپین تبلیغاتی را تقبل کرد. استراتژی تبلیغاتی آن‌ها شامل فعالیت گسترده در شبکه‌های اجتماعی، یک تور عمومی جهانی و ساخت چندین پوستر رنگارنگ و با سبک قدیمی از شخصیت‌ها بود. برنامه‌ریزی ابتدایی ترایستار و سونی برای عرضه بیبی راننده، عرضه آن در ماه اوت در آمریکای شمالی و بریتانیا بود، اما در یک حرکت غیرمعمول، استودیوها بیبی راننده را شش‌هفته زودتر و در ۲۸ ژوئن عرضه کردند، چرا که واکنش‌های دریافت شده در جشنواره فیلم از اشتیاق مخاطبان خبر می‌دادند. این تصمیم غیرعادی بود، چرا که اواخر تابستان معمولاً زمانی رقابتی نیست و تعداد زیادی از فیلم‌های با بودجه کم در این بازه عرضه می‌شوند.

### رسانه خانگی و برخط
بیبی راننده در ۱۲ سپتامبر ۲۰۱۷ توسط سونی پیکچرز اینترتیمنت عرضه شد و نسخه‌های دیسک بلو-ری، دی‌وی‌دی و 4K اولترا اچ‌دی در ۱۰ اکتبر همان سال منتشر شدند. نسخه عرضه فیزیکی دارای دو ساعت محتوای اضافه شامل پشت‌صحنه، تمرین‌های تولید، گالری استوری‌برد، تفسیر صوتی و نماهنگ «بلو سانگ» بود. در اولین هفته فروش فیلم در ایالات متحده، بیبی راننده با ۲۲۶٬۶۵۷ نسخه فروخته شده و کسب درآمد ۵٫۶ میلیون دلار، در رتبه دوم پرفروش‌ترین فیلم‌های دی‌وی‌دی و بلو-ری قرار داشت. آخرین آمارها نشان از فروش ۵۹۵٬۱۱۱ نسخه‌ای بیبی راننده دارند که مجموعاً معادل درآمدی ۱۸٫۹ میلیون دلاری است.
شبکه کابلی شوتایم حق پخش انحصاری بیبی راننده را در ایالات متحده دارد. مشترکان شوتایم می‌توانند این فیلم را از راه خدمات پخش برخط ببینند.

## بازخوردها

### باکس آفیس
بیبی راننده به‌طور کلی یک موفقیت اقتصادی تلقی می‌شود. با وجود افت عملکرد فیلم در چین، فروش آن در بازار آمریکای شمالی و اروپا تا پایان اکران سینمایی‌اش بسیار خوب بود. بیبی راننده ۱۰۷٫۸ میلیون دلار در ایالات متحده و کانادا فروخت و در دیگر نقاط جهان هم فروش ۱۱۹٫۱ میلیون دلاری داشت که مجموعاً فروش ۲۲۶٫۹ میلیون دلاری جهانی را رقم می‌زنند. با این آمار فروش، بیبی راننده تبدیل به چهل‌ودومین فیلم پرسود۲۰۱۷ و پرسودترین فیلم رایت تا به آن زمان شد. بخش حقوق رسانه‌ای ترایستار با دریافت ۵۱٫۵ میلیون دلار، مبلغ سرمایه‌گذاری شده خود را پس گرفت. این مبلغ خرج هزینه‌هایی مانند بازاریابی شده بود. چرخیدن دهان‌به‌دهان آوازه بیبی راننده و کاهش علاقه به مجموعه‌های بزرگ و پرخرج، از حیاتی‌ترین عوامل موفقیت فیلم در باکس آفیس شناخته می‌شوند.
نظرسنجی‌ها در ایالات متحده نشان‌دهنده پتانسیل بالای تجاری در تمام سنین بودند. نظرسنجی‌های سینماسکور که در شب افتتاحیه و در مقیاس +A تا F انجام شدند نشان از دریافت نمره −A داشتند. بیشتر مخاطبان جوان بودند. ۵۲٪ از آنان زیر ۲۵ سال و ۵۷٪ مرد بودند. دلایل اصلی مشاهده فیلم از نظر تماشاگران، صحنه‌های اکشن (۴۴٪)، بازیگران (۲۶٪) و کارگردانی رایت (۱۶٪) بود. پیش‌فروش ساعتی بلیت‌های فیلم، فروش تبدیل‌شوندگان: آخرین شوالیه را هم تحت‌الشعاع قرار داد. با وجود در نظر گرفتن بازخورد مثبت رسانه‌ها و حمایت شفاهی مردمی از بیبی راننده، پیش‌بینی‌ها در خصوص پایداری طولانی‌مدت موفقیت تجاری این فیلم اقتصادی در بازاری شدیداً رقابتی متناقض بودند. در اولین روز عرضه گسترده، این فیلم موفق شد ۵٫۷ میلیون دلار بفروشد که شامل ۲٫۱ میلیون دلار از پیش‌نمایش سه‌شنبه شب، و ۳٫۳ میلیون دلار در پنج‌شنبه همان هفته بود. با کنار زدن من نفرت‌انگیز ۳، بیبی راننده موفق شد تا در آمار باکس آفیس آخر هفته رتبه دوم را با ۳۰ میلیون دلار فروش در ۳٬۲۲۶ سینما به دست آورد. این عملکرد فراتر از انتظارات سونی برای آخر هفته بود و بهترین افتتاحیه در ایالات متحده بین تمام فیلم‌های رایت تا آن زمان بود. در دومین هفته اکران در ایالات متحده، آمار فروش باکس آفیس با ۳۶٫۷٪ سقوط به ۱۳ میلیون دلار رسید و بیبی راننده ۸٫۸ میلیون دلار دیگر در آخر همان هفته کسب کرد. در ۱۴ اوت، این فیلم در داخل ایالات متحده ۱۰۰ میلیون دلار فروخته بود. ترایستار اکران سینمایی فیلم را تا ۲۵ اوت تمدید کرد و از این راه توانست ۱٫۲ میلیون دلار از ۱٬۰۷۴ سینما کسب کند که رشدی ۳۴٪ نسبت به هفته قبل از آن محسوب می‌شد. اکران سینمایی بیبی راننده در آمریکای شمالی در ۱۹ اکتبر ۲۰۱۷ پایان یافت.
از ۲۸ ژوئن تا ۲ ژوئیه ۲۰۱۷، بیبی راننده در ۱۶ بازار جهانی عرضه شد. در آخر هفته، این فیلم با کسب رتبه دوم پس از من نفرت‌انگیز ۳ قرار گرفت. بیشترین فروش بیبی راننده در بریتانیا رخ داد و این فیلم در ۶۸۰ سینمای بریتانیا، ۳٫۶ میلیون یورو (۴٫۶ میلیون دلار) کسب کرد. در دومین هفته، فیلم ۱٫۸ میلیون دلار، و در سومین هفته فروش در بریتانیا ۲۶٪ افت در باکس آفیس را تجربه کرد. با توجه به آخرین آمار، بیبی راننده ۱۶٫۶ میلیون دلار در بریتانیا فروش داشته‌است. در مورد دیگر افتتاحیه‌ها، فیلم در استرالیا ۳٫۷ میلیون، در مکزیک و فرانسه ۱٫۷ میلیون، در آلمان و برزیل ۱٫۲ میلیون، در اسپانیا ۸۴۳٬۰۰۰ و در مالزی، ۶۲۰٬۰۰۰ دلار فروخت. در افتتاحیه فیلم در کره جنوبی در میانه سپتامبر، بیبی راننده ۳٫۱۲ میلیون دلار کسب کرد. فروش جهانی فیلم در ۳ سپتامبر از ۱۰۲٫۲ میلیون دلار فراتر رفته بود.

### نظرات منتقدان
بیبی راننده، [فیلم] اکشن ترسناک موزیکال موسیقایی رمانتیک اثر نویسنده و کارگردان بریتانیایی، ادگار رایت، تقریباً به همان اندازه که فضاهای خالی را پر می‌کند، سرگرم‌کننده است. این استادی و نمایشگری فیلم در سطح بسیار بالاست.»

—جاستین چنگ، لس آنجلس تایمز
خبرگزاری‌های آمریکایی بیبی راننده را از برترین فیلم‌های ۲۰۱۷ می‌دانند. راتن تومیتوز گزارش کرد ۹۴٪ منتقدان نسبت به فیلم نظر مثبتی داشته‌اند که این عدد از روی ۲۵۲ نقد به‌دست آمده که در مجوعه امتیاز ۸٫۱/۱۰ را نصیب فیلم می‌کند. در سایت متاکریتیک نیز بیبی راننده با احتساب ۵۲ نقد، امتیاز ۸۶/۱۰۰ را دارد که به معنای تحسین جهانی است. این فیلم یکی از گزینه‌های اصلی هیئت ملی بازبینی فیلم برای فهرست ۱۰ فیلم برتر بود. عملکرد بازیگران و مخصوصاً الگورت و جیمز به‌طور گسترده مورد تحسین خبرگزاری‌ها قرار گرفت و کارشان «ستاره‌سازی» و «درخشنده» نامیده شد. منتقدان در خصوص شخصیت‌پردازی فیلم، دو نوع نظر متفاوت داشتند: بعضی از آن‌ها در نقدهایشان تصویر به‌نمایش‌درآمده از شخصیت‌هایی که بازیگران در نقش آن‌ها بازی کرده بودند، و مخصوصاً زنان، را مورد انتقاد قرار دادند. اریک کوهن از ایندی‌وایر دبورا را شخصیتی در دست توسعه دانست، در حالی‌که تری وایت، منتقد مجله امپایر، حس می‌کرد که به دلیل پراکندگی جزئیات پیش‌زمینه دبورا، او فاقد عمق بوده و اغلب وابستگی کمی به خودش دارد. ریچارد برودی از نیویورکر دیالوگ‌های بیبی راننده را «تقریباً کاربردی» و خالی از لطافت دانست و گفت که همین موجب شده تا شخصیت‌ها علی‌رغم تلاش‌های تمام‌وکمال بازیگران متنوع، بسیار متغیر باشند. دیگر منتقدان از جمله دیوید ادلستین از مجله نیویورک و تلما آدامز از نیویورک آبزرور، شخصیت‌پردازی را یکی از نقاط قوت فیلم دانستند.
منتقدان بیبی راننده را اثری استادانه دانستند. نقدهای فیلم از «نوعی بیانیه است که اعلام می‌کند برای درک پتانسیل و لذت فراموش‌شده ژانر اکشن چه چیزی مورد نیاز است» تا «یکی از کامل‌ترین فیلم‌های اصیل در سال‌های اخیر» را دربرمی‌گرفتند و دستاورد فنی فیلم در صحنه‌های اکشن، ویرایش صوت، هنر سینما و موسیقی متن را تحسین می‌کردند. تایم به دقت سینمایی فیلم اشاره کرد و ادلستین صحنه آغازین فیلم را «شاهکاری شگفت‌آور» دانست.
فیلم‌نامه بیبی راننده به خاطر دیالوگ‌ها و پیشرفت داستان، مخصوصاً در صحنه‌های پایانی، مورد انتقاد قرار گرفت. آدام نایمن، منتقد مجله سینیاست، فیلم‌نامه رایت را بزرگترین نقص فیلم دانست. او بی‌تجربگی رایت در نوشتن تک‌نفره فیلم‌نامه را دلیل اشتباهات آن می‌دانست. آدام گراهام از دیترویت نیوز تجربه دیداری فیلم را ضعیف دانست و گفت که بیبی راننده از یک استقبال بازیگوش تبدیل به نوعی درام می‌شود «که از جاپای خود نامطمئن است.» درپ هم پایان‌بندی ضعیف فیلم را «تکان‌دهنده و غیرعادی» توصیف کرد و گفت که «کمتر اتفاق می‌افتد که فیلم‌سازان با چنان قدرتی آغاز کنند و بعد پایانی ضعیف داشته باشند.» آنتونی لین از نیویورکر معتقد بود که فیلم خودش را خیلی جدی می‌گیرد و همانند دیگر فیلم‌های اکشن کمدی رایت (مثل پلیس خفن) از نبود خویشتن‌آگاهی رنج می‌برد.
- پیتر دبروج[ع] در ورایتی که از فیلم خوشش آمده امتیاز ۷۰/۱۰۰ را به بیبی راننده داده و دربارهٔ آن نوشته: «بیبی راننده مانند تمام فیلم‌های ادگار رایت، یک فیلم انفجاری با موسیقی زیبا و زیاده‌روی در ایده‌های الهام‌بخش است، اما فیلمی آشفته نیز هست زیرا انواع آهنگ‌های پاپ را بین صحنه‌های تعقیب‌وگریز با ماشین، شوخی‌های شاد پرانرژی و یک زیرداستان عاشقانهٔ احساسی با صدای بلند پخش می‌کند.»[۱۴۲] او همچنین معتقد بود که بیبی راننده با استفاده از «مجموعه‌ای معقول از جوک‌ها، برگردان‌های ناگهانی داستان [...] و موسیقی‌های گلچین شده» جایگاه مناسبی را در بین فیلم‌های اکشن امروزی پیدا کرده. وی همچنین تعقیب‌وگریز خودروها را به شدت تحسین کرد.[۱۴۲]
- مانولا دارگیس[غ] در نیویورک تایمز به فیلم امتیاز ۸۰/۱۰۰ داده‌است. او توانایی ادگار رایت را در خلق صحنه‌های تعقیب‌وگریز ستود و در بخشی از نقد خود نوشت: «چیزهای لذت‌بخش زیادی در بیبی راننده وجود دارد، از تکنیک‌ها و هنرهای سینمایی اصیل رضایت‌بخش گرفته تا ویژگی‌هایی که در کمتر فیلمی یافت می‌شوند.»[۷۳]
- پیتر بردشاو در گاردین پنج ستاره کامل را به فیلم ادگار رایت داد و آن را «فیلمی پرانرژی و به شدت لذت‌بخش دربارهٔ یک سارق ماشین‌باز» دانست.[۱۴۳] او همچنین لذت محیطی جاری در بسیاری از صحنه‌های بیبی راننده را ستود و این فیلم را در جهت‌گیری هنری با فیلم ترسناک فرانسوی دیوا مرتبط دانست.[۱۴۳]
- کریس کلیمک[ف] از ان‌پی‌آر بیبی راننده را نوعی «یورش فیلم» دانست که در آن رایت از تمام تخصصش برای ساخت یک «نابودگر ژانر که مانند فردی مرکوری می‌خواند و مانند فرد آستر می‌رقصد» استفاده کرده بود.[۱۴۴]
- پیتر ترورس در مجله رولینگ استون چهار و نیم از پنج ستاره را به فیلم داد. او در بخش‌های پایانی نقد خود نوشت: «این همان چیزی است که من آن را یک بلاک باستر[ق] تابستانی می‌نامم. بیبی راننده همهٔ این ویژگی‌ها را دارد: هیجان، خنده، عشق، اکشن بدون توقف، موسیقی متن حیرت‌آور، یک بازی ستاره‌ساز از انسل الگورت و کارگردانی نفس‌گیر ادگار رایت.»[۱۲۷]
- رابین کالین[ک] در دیلی تلگراف نیز به فیلم نمره کامل ۱۰۰/۱۰۰ را داد و دربارهٔ آن نوشت: «سازوکارهای به‌کار گرفته شده در فیلم بیبی درایور، که دقتی در حد قطر مو دارند، اصلاً جدید نیستند. اما چه چیز این فیلم جدید است؟ شادی محضی که فیلم با آن مانند ساعت کار می‌کند تا نشان دهد روند فیلم چگونه پیش می‌رود.»[۱۴۵]

### جوایز
| جایزه                             | تاریخ          | رشته                                                   | نامزد/برنده                                                                                          | نتیجه    | منبع            |
| --------------------------------- | -------------- | ------------------------------------------------------ | --- | -------- | --------------- |
| نودمین دوره جوایز اسکار           | مارس ۲۰۱۸      | بهترین تدوین صدا                                       | جولیان اسلیتر                                                                                        | نامزدشده | [ ۱۴۶ ]         |
| نودمین دوره جوایز اسکار           | مارس ۲۰۱۸      | بهترین میکس صدا                                        | تیم کاواگین، مری اچ.الیس و جولین اسلتیر                                                              | نامزدشده | [ ۱۴۶ ]         |
| نودمین دوره جوایز اسکار           | مارس ۲۰۱۸      | بهترین تدوین                                           | پائول مچلیس و جاناتان آموس                                                                           | نامزدشده | [ ۱۴۶ ]         |
| اتحادیه زنان روزنامه‌نگار سینمایی  | ۹ ژانویه ۲۰۱۸  | بهترین تدوین                                           | پائول مچلیس و جاناتان آموس                                                                           | نامزدشده | [ ۱۴۷ ]         |
| انجمن تدوینگران آمریکا            | ۲۶ ژانویه ۲۰۱۸ | بهترین تدوین برای فیلم کمدی یا موزیکال                 | پائول مچلیس و جاناتان آموس                                                                           | نامزدشده | [ ۱۴۸ ]         |
| جوایز فیلم بفتا                   | فوریه ۲۰۱۸     | بهترین تدوین                                           | پائول مچلیس و جاناتان آموس                                                                           | برنده    | [ ۱۴۹ ]         |
| جوایز فیلم بفتا                   | فوریه ۲۰۱۸     | بهترین تدوین صدا                                       | تیم کاویگان، مری ایچ. لیس و جولین اسلیتر                                                             | نامزدشده | [ ۱۴۹ ]         |
| انجمن بازیگران آمریکا             | ۱۸ ژانویه ۲۰۱۸ | بهترین فیلم درام                                       | بیبی راننده                                                                                          | نامزدشده | [ ۱۵۰ ]         |
| انجمن منتقدان فیلم شیکاگو         | ۱۲ دسامبر ۲۰۱۷ | بهترین تدوین                                           | پائول مچلیس و جاناتان آموس                                                                           | برنده    | [ ۱۵۱ ]         |
| جایزه گزینش منتقدان فیلم          | ژانویه ۲۰۱۸    | بهترین تدوین                                           | پائول مچلیس و جاناتان آموس                                                                           | برنده    | [ ۱۵۲ ]         |
| جایزه گزینش منتقدان فیلم          | ژانویه ۲۰۱۸    | بهترین فیلم اکشن                                       | بیبی راننده                                                                                          | نامزدشده | [ ۱۵۲ ]         |
| انجمن منتقدان فیلم دیترویت        | ۷ دسامبر ۲۰۱۷  | بهترین صحنه موزیکال                                    | بیبی راننده                                                                                          | برنده    | [ ۱۵۳ ]         |
| جایزه امپایر                      | ۱۸ مارس ۲۰۱۸   | بهترین کارگردانی                                       | ادگار رایت                                                                                           | نامزدشده | [ ۱۵۴ ] [ ۱۵۵ ] |
| جایزه امپایر                      | ۱۸ مارس ۲۰۱۸   | بهترین بازیگر مرد تازه‌وارد                             | انسل الگورت                                                                                          | نامزدشده | [ ۱۵۴ ] [ ۱۵۵ ] |
| جایزه امپایر                      | ۱۸ مارس ۲۰۱۸   | بهترین تهیه‌کنندگی                                      | بیبی راننده                                                                                          | برنده    | [ ۱۵۴ ] [ ۱۵۵ ] |
| جایزه امپایر                      | ۱۸ مارس ۲۰۱۸   | بهترین موسیقی متن                                      | بیبی راننده                                                                                          | برنده    | [ ۱۵۴ ] [ ۱۵۵ ] |
| جایزه امپایر                      | ۱۸ مارس ۲۰۱۸   | بهترین فیلم دلهره‌آور                                   | بیبی راننده                                                                                          | نامزدشده | [ ۱۵۴ ] [ ۱۵۵ ] |
| جایزه حلقه طلایی                  | ۱۸ فوریه ۲۰۱۸  | دستاورد برجسته در ویرایش صوت – موسیقی                  | جولین اسلیتر و بردلی فارمر                                                                           | نامزدشده | [ ۱۵۶ ]         |
| جایزه حلقه طلایی                  | ۱۸ فوریه ۲۰۱۸  | دستاورد برجسته در ویرایش صوت – دیالوگ‌ها                | جولین اسلیتر و دن مورگان                                                                             | نامزدشده | [ ۱۵۶ ]         |
| جایزه حلقه طلایی                  | ۱۸ فوریه ۲۰۱۸  | دستاورد برجسته در ویرایش صوت – جلوه‌های صوتی            | جولین اسلیتر، جرمی پرایس، مارتین کانتول، آرتور گریلی، رون واتسون، پیتر هانسون، زو فرید و پیتر بورجیس | نامزدشده | [ ۱۵۶ ]         |
| راتن تومیتوز                      | ۳ ژانویه ۲۰۱۸  | بهترین عرضه سراسری در ۲۰۱۷                             | بیبی راننده                                                                                          | هفتم     | [ ۱۵۷ ]         |
| راتن تومیتوز                      | ۳ ژانویه ۲۰۱۸  | بهترین فیلم اکشن ۲۰۱۷                                  | بیبی راننده                                                                                          | برنده    | [ ۱۵۷ ]         |
| ایندی‌وایر                         | ۱۹ دسامبر ۲۰۱۷ | موردانتظارترین فیلم ۲۰۱۷                               | بیبی راننده                                                                                          | نامزدشده | [ ۱۵۸ ]         |
| انجمن منتقدان فیلم لندن           | ۲۸ ژانویه ۲۰۱۸ | جایزه دستاورد فنی                                      | درین پریسکات (بدل‌کار)                                                                                | نامزدشده | [ ۱۵۹ ]         |
| انجمن منتقدان فیلم جورجیا         | ژانویه ۲۰۱۸    | بهترین فیلم                                            | بیبی راننده                                                                                          | نامزدشده | [ ۱۶۰ ]         |
| انجمن منتقدان فیلم جورجیا         | ژانویه ۲۰۱۸    | بهترین کارگردانی                                       | ادگار رایت                                                                                           | نامزدشده | [ ۱۶۰ ]         |
| هفتاد و پنجمین مراسم گلدن گلوب    | ۷ ژانویه ۲۰۱۸  | جایزه گلدن گلوب بهترین بازیگر مرد فیلم موزیکال یا کمدی | انسل الگورت                                                                                          | نامزدشده | [ ۱۶۱ ] [ ۱۶۲ ] |
| انجمن گریمورها و آرایشگران مو     | ۲۴ فوریه ۲۰۱۸  | بهترین گریم                                            | فیلیس تمپل                                                                                           | نامزدشده | [ ۱۶۳ ]         |
| هیئت ملی بازبینی فیلم             | ۴ ژانویه ۲۰۱۸  | ده فیلم برتر سال                                       | بیبی راننده                                                                                          | برنده    | [ ۱۶۴ ]         |
| انجمن منتقدان فیلم نیویورک        | ۱۰ دسامبر ۲۰۱۷ | بهترین صحنه موزیکال                                    | بیبی راننده                                                                                          | برنده    | [ ۱۶۵ ]         |
| جامعه آنلاین منتقدان فیلم         | ۲۸ دسامبر ۲۰۱۷ | بهترین تدوین                                           | پائول مچلیس و جاناتان آموس                                                                           | دوم      | [ ۱۶۶ ] [ ۱۶۷ ] |
| ان‌ام‌ای آواردز                     | ۱۴ فوریه ۲۰۱۸  | بهترین فیلم                                            | بیبی راننده                                                                                          | برنده    | [ ۱۶۸ ]         |
| انجمن منتقدان فیلم سن دیگو        | ۱۱ دسامبر ۲۰۱۷ | بهترین تدوین                                           | پائول مچلیس و جاناتان آموس                                                                           | برنده    | [ ۱۶۹ ]         |
| انجمن منتقدان فیلم سن دیگو        | ۱۱ دسامبر ۲۰۱۷ | بهترین صحنه موزیکال                                    | بیبی راننده                                                                                          | برنده    | [ ۱۶۹ ]         |
| انجمن منتقدان فیلم سان فرانسیسکو  | ۱۰ دسامبر ۲۰۱۷ | بهترین تدوین                                           | پائول مچلیس و جاناتان آموس                                                                           | برنده    | [ ۱۷۰ ]         |
| جایزه ستلایت                      | ۱۰ فوریه ۲۰۱۸  | بهترین تدوین                                           | پائول مچلیس و جاناتان آموس                                                                           | نامزدشده | [ ۱۷۱ ]         |
| جایزه ساترن                       | ۲۷ ژوئن ۲۰۱۸   | بهترین فیلم اکشن یا ماجراجویی                          | بیبی راننده                                                                                          | نامزدشده | [ ۱۷۲ ]         |
| جایزه انجمن بازیگران فیلم         | ۲۱ ژانویه ۲۰۱۸ | بهترین تیم بازیگری                                     | بیبی راننده                                                                                          | نامزدشده | [ ۱۷۳ ]         |
| انجمن منتقدان فیلم سیاتل          | ۱۸ دسامبر ۲۰۱۷ | بهترین تدوین                                           | پائول مچلیس و جاناتان آموس                                                                           | نامزدشده | [ ۱۷۴ ]         |
| انجمن منتقدان فیلم سنت لوئیس      | دسامبر ۲۰۱۷    | بهترین تدوین                                           | پائول مچلیس و جاناتان آموس                                                                           | برنده    | [ ۱۷۵ ] [ ۱۷۶ ] |
| انجمن منتقدان فیلم سنت لوئیس      | دسامبر ۲۰۱۷    | بهترین موسیقی متن                                      | بیبی راننده                                                                                          | برنده    | [ ۱۷۵ ] [ ۱۷۶ ] |
| انجمن منتقدان فیلم سنت لوئیس      | دسامبر ۲۰۱۷    | بهترین سکانس                                           | سکانس افتتاحیه                                                                                       | دوم      | [ ۱۷۵ ] [ ۱۷۶ ] |
| انجمن منتقدان فیلم منطقه واشینگتن | ۸ دسامبر ۲۰۱۷  | بهترین تدوین                                           | پائول مچلیس و جاناتان آموس                                                                           | برنده    | [ ۱۷۷ ]         |

## آینده
در ۵ ژوئیه ۲۰۱۷ و بعد از موفقیت‌های بسیار زیادی که فیلم در گیشه و در نزد مردم و منتقدان کسب کرد کمپانی سونی اعلام کرد در حال مذاکره با ادگار رایت است تا او قسمت دوم فیلم را نیز بسازد. چند ماه بعد و در تاریخ ۵ دسامبر ۲۰۱۷، ادگار رایت اعلام کرد کمپانی سونی نسبت به ساخت قسمت دوم اصرار دارد و برای همین، او قصد دارد تا نگارش فیلم‌نامه قسمت دوم فیلم را آغاز کند.